# Lee Strasberg
Israel "Lee" Strasberg (17 de noviembre de 1901-17 de febrero de 1982) fue un director, actor, productor y profesor de teatro estadounidense de origen judío.

## Biografía
Strasberg nació en Budánov, ciudad del Imperio austrohúngaro, actualmente en la óblast de Ternópil, Ucrania, siendo el menor de tres hermanos. Fueron sus padres Ida y Baruch Meyer Strasberg, dos judíos polacos. Su familia emigró a los Estados Unidos en 1909, dedicándose su padre a la industria del vestido. Tras probar fortuna en diferentes oficios, Lee Strasberg comenzó a interpretar sus primeros papeles en colectivos independientes de teatro político. En 1925 comenzó a trabajar como actor y director en el Theatre Guild, que abandonó al cabo de cinco años para fundar su propia compañía.
En 1931, fue uno de los fundadores del Group Theatre, una compañía que contó con la participación de Elia Kazan, John Garfield, Stella Adler, Sanford Meisner, Franchot Tone y Robert Lewis. El Theatre Group llevó a los escenarios estadounidenses algunos de los montajes más polémicos de la década de los treinta, como House of connally (1931), del francés Julien Green; Night over Taos (1932), del estadounidense Maxwell Anderson; Men in white (1933), de Sidney Kingsley; y Gentlewoman (1934), de Lawson. Tras esta etapa, Lee Strasberg abandonó en 1937 la compañía para probar fortuna en Hollywood. Después de trabajar durante un tiempo en la meca del cine y conocer a diferentes actores, directores y guionistas, Strasberg regresó a Nueva York para asumir, en Broadway, la puesta en escena de The big knife (El gran cuchillo, 1948), del dramaturgo de Filadelfia Clifford Odets. 
En 1949, junto al cineasta Elia Kazan fundó la que sería la escuela de arte dramático más prestigiosa del momento, el Actors Studio de Nueva York. En sus aulas formó con su particular versión del método Stanislavski a grandes actores, convirtiéndose a los dos años en su director artístico. Bajo su tutela se cuentan actores como Marlon Brando, Paul Newman, Al Pacino, Anne Bancroft, Montgomery Clift, Marilyn Monroe, Jane Fonda, James Dean, Dustin Hoffman, Eli Wallach, Geraldine Page, Eva Marie Saint, Robert De Niro, Jill Clayburgh, Jack Nicholson y Steve McQueen. 
En 1966 fundó una sucursal del Actors Studio en Los Ángeles y tres años más tarde fundaba el Lee Strasberg Theatre and Film Institute.
Su vocación pedagógica lo convirtió en uno de los principales impulsores de lo que se conoce como «El Método», inspirado en el sistema Stanislavski.
Solo interpretó roles destacados en unas pocas películas. Probablemente, su interpretación más famosa (y que le significó la nominación al Oscar) fue en la segunda parte de El padrino, donde encarnó a Hyman Roth, un mafioso judío jubilado que supervisaba desde Miami el crimen organizado de Cuba. El personaje está basado en el famoso mafioso judío Meyer Lansky, que construyó un hotel de lujo en La Habana que perdió en la Revolución cubana. En esa misma película compartió reparto con dos de sus exalumnos, Al Pacino y Robert De Niro (quien ganó el Óscar a mejor actor de reparto, misma categoría a la que estaba nominado), aunque con este último no llegase a compartir escenas.

## Filmografía
- Balas de contrabando (The Gun Runners, 1958)
- El padrino II (The Godfather Part II, 1974)
- Boardwalk (1976)
- El puente de Casandra (The Cassandra Crossing, 1976)
- El último inquilino (1978)
- Justicia para todos (...And Justice for All, 1979)
- Going in Style (1979)

## Premios y distinciones
Óscar
| Año  | Categoría              | Película      | Resultado |
| ---- | ---------------------- | ------------- | --------- |
| 1975 | Mejor Actor de Reparto | El padrino II | Candidato |

Festival Internacional de Cine de Venecia
| Año  | Categoría                      | Película            | Resultado |
| ---- | ------------------------------ | ------------------- | --------- |
| 1980 | Premio Pasinetti - Mejor actor | Un golpe con estilo | Ganador   |